# 盧九德
盧九德（?—?），字双泉，江苏扬州江都人，中国明朝崇祯时期的宦官、弘光时期的京营提督太监。

## 生平
崇禎時以太監身份在安徽鳳陽監軍，抵抗流賊有功。甲申之變後，与阁臣高弘图、枢臣史可法、督臣马士英、内监韩赞周、科臣李沾、台臣左光先等共同拥立福王朱由崧，是為南明弘光帝，九德以功臣提督京營；後見國事日非，曾慟哭於殿上。弘光被清兵滅亡後，九德降于清朝。
顺治二年（1645年）十月，“杭州织造太监卢九德具疏进御用袍服。以内监已分隶六部，九德仍妄行具疏。切责之。”:85